# Славне (Кропивницький район)
Сла́вне — село в Україні, у Долинській міській громаді Кропивницького району Кіровоградської області. Населення становить 171 осіб.

## Населення
Згідно з переписом УРСР 1989 року чисельність наявного населення села становила 207 осіб, з яких 87 чоловіків та 120 жінок.
За переписом населення України 2001 року в селі мешкало 180 осіб.

### Мова
Розподіл населення за рідною мовою за даними перепису 2001 року:
| Мова       | Відсоток |
| ---------- | -------- |
| українська | 88,89 %  |
| російська  | 9,94 %   |
| білоруська | 1,17 %   |